# Försvarsbeslutet 1992
Försvarsbeslutet 1992 (även benämnt FB92) proposition 1991/92:102. När regeringen Carl Bildt tillträdde hösten 1991 med Anders Björck som försvarsminister hade den avgående socialdemokratiska regeringen Carlsson II – med Roine Carlsson som försvarsminister, sedan en längre tid förberett försvarsbeslutet 1992.

## Propositionen
Fredag den 24 januari 1992 offentliggjordes regeringen sin proposition angående försvaret för perioden 1992–1997. Med proposition ville regeringen att den fredstida grundorganisationen skulle utgöra stomme till krigsorganisationen. Det skulle vidare råda stor överensstämmelse mellan organisationen i fred och krig. Grundorganisationen skulle i fred upprätthålla krigsförbandens krigsduglighet och förbereda deras mobilisering. Vidare skulle grundorganisationen medge att anbefalld beredskap kunde upprätthållas med tillräcklig säkerhet.
I propositionen angavs bland annat Svea ingenjörregemente (Ing 1) och Västgöta flygflottilj (F 6) skulle avvecklas. Drygt en månad senare stod det klart att regeringen inte skulle få någon majoritet i riksdagen för sin proposition. Socialdemokraterna hade lagt fram ett eget förslag, vilken utgick från deras tidigare planer inför försvarsbeslutet. Ny demokrati som innehade vågmästarrollen i riksdagen, lade även dom fram en motion gällande försvaret. Dock var denna motion inte lika omfattande som den Socialdemokratiska, utan riktade kritik mot regeringens proposition. 
Då regeringen främst sökte stöd för sin försvarspolitik hos Ny demokrati, presenterade regeringen den 3 juni 1992 för riksdagen en omarbetad proposition. I propositionen hade regeringen gått Ny demokrati till mötes på två av deras huvudpunkter. Avveckling av Västgöta flygflottilj (F 6) hade byts mot att istället avveckla Bråvalla flygflottilj (F 13). All spaningsverksamhet vid F 13 i Norrköping skulle istället överföras till Västgöta flygflottilj. Svea ingenjörregemente (Ing 1) och FN-skolan (FNS) skulle kvarstå i Almnäs, Södertälje.
Under denna tid befann sig Sverige i en finanskris, vilken kulminerade hösten 1992. Något som tvingade regeringen att förhandla med Socialdemokraterna, om olika besparingar i statsbudgeten, i ett försök att stävja den rådande finanskrisen. I det besparingspaket som regeringen presenterade tillsammans med Socialdemokraterna den 20 september 1992, framkom det att Västgöta flygflottilj skulle avvecklas.
| Verksamhetsår | Procent av BNP |
| ------------- | -------------- |
| 1992          | 2,4            |
| 1993          | 2,4            |
| 1994          | 2,3            |
| 1995          | 2,2            |
| 1996          | 2,2            |

## Oppositionens motioner

### Ny demokrati
Ny demokrati lade fram en motion (1991/92:Fö35), vilken inte var lika omfattande som den socialdemokratiska. Partiet ställde sig i stort sett bakom regeringens proposition. Men motsatte sig vissa av de föreslagna förbandsnedläggningarna som angavs i propositionen.
- Inom Armén ansåg Ny demokrati att Svea ingenjörregemente (Ing 1) tillsammans med FN-skolan (FNS) skulle kvarstå i Almnäs, Södertälje, samt att Arméns fältarbetscentrum (FarbC) inte skulle lokaliseras till Eksjö. Utan istället borde Göta ingenjörregemente (Ing 2) avvecklas. Då man ansåg att de ekonomiska fördelarna för Södertälje var så pass stora, med att behålla Almnäs som bas för ingenjörtrupperna. Då Almnäs ansågs vara modernare än Eksjö, samt skräddarsytt för utbildning av fältarbetsförband.[7]

- Inom Flygvapnet ansåg Ny demokrati att Västgöta flygflottilj (F 6) skulle kvarstå inom grundorganisationen. Bland annat med hänvisning till att man inte bör avveckla flottiljer, innan det är klart vilka flottiljer som kan beviljas koncession för JAS 39 Gripen. F 6 var enligt Ny demokrati den flottilj som skulle enklast klara miljöprövning för att öka verksamheten till tre flygande divisioner. Istället för en avveckling så ansåg man att verksamheten skulle utökas, genom att omlokalisera arméflyget, Östgöta arméflygbataljon (AF 2), från Malmslätt till Karlsborg. I syfte att öka samträningsmöjligheterna med armén i Skaraborgs län. Vidare ansåg man att en koncessionsprövning borde göras för Upplands flygflottilj (F 16) i Uppsala. Då man menade på att miljöproblemen i form av högre bullernivå än JA 37 Viggen, vilket i sig skulle kunna utgöra ett problem till kvällsflygningar med tre divisioner Gripen i Uppsala.[7]

- Övriga förslag i Ny demokratis motion var att pensionsåldern för yrkesofficerare, skulle kvarstå, och inte höjas till 65 år. Och att Marinens robotbåtar bör utredas, då man ansåg verksamheten överdimensionerad. Inom ramen för civilförsvaret ansåg man att en katastrof- och biståndsbrigad borde lokaliseras till Karlsborg.[7]

### Socialdemokraterna
Inför försvarsbeslutet lade Socialdemokraterna fram en motion (motion 1991/92:Fö28) där de motsatte sig nya målsättningar för civilförsvaret där de ville behålla civilförsvaret gör "upprätthålla de viktigaste samhällsfunktionerna", medan Regeringens förslag byggde på ett nytt Civilförsvar "på ett enklare och tydligare sätt". Den militära delen av Totalförsvaret föreslogs att minskas och ersättas av ett "kärnförsvar, karaktäriserat av hög materiell och personell kvalitet, tillgodoser såväl kravet på beredskap som möjlighet att växa på längre sikt". Med en minskningen av det militära försvaret föreslogs det att avveckla Militärområdesstaberna. Och istället skulle markstridskrafterna ledas av två armékårsstaber.
- Inom Armén ansåg Socialdemokraterna att en avveckling av Värmlands regemente (I 2), Hallands regemente (I 16), Västerbottens regemente (I 20) kunde göras. Dock så motsatte man sig regeringens förslag om att omlokalisera Wendes artilleriregemente (A 3) på grund av dess närhet till skjutfält.  Man motsatte sig även omlokalisering av Göta luftvärnsregemente (Lv 6) på grund av att man ansåg att luftvärnet skulle tappa kompetens vid en flytt. I förlängningen ville Socialdemokraterna undersöka om Lv 6 kunde organisatoriskt sammanföras med Älvsborgs regemente (I 15), för att sedan omlokaliseras till Borås, detta i samband med övergång till nytt luftvärnssystem.[8]

- Inom Flygvapnet ansåg Socialdemokraterna att en avveckling av Skånska flygflottiljen (F 10) och Bråvalla flygflottilj (F 13) kunde göras, men att Västgöta flygflottilj (F 6) skulle behållas.[8]

- Inom Marinen ansåg Socialdemokraterna att utbildningen vid kustartilleriregementena Älvsborgs kustartilleriregemente (KA 4) och Härnösands kustartilleriregemente (KA 5) borde omlokaliseras till Sydkustens marinbas (MKS) och till Ostkustens marinbas (MKO). Vidare ansåg man att ombyggnad av de sex robotbåtarna av Norrköpingsklass som var föreslagen ej var nödvändig, istället föreslogs det att dessa skulle läggas i depå, så att robotsystem 15 kunde tillföras till andra plattformar.[8]

- Övriga förslag i Socialdemokraternas motion var att beställning av vapensystem som Bonus, Bamse, Ps890 samt Arthur borde ske. Vidare ansåg Socialdemokraterna att det borde utredas om stridsvagnsanskaffning samt att riksdagen borde få granska avtalet för JAS delserie 2 innan avtal träffas. Den föreslagna höjda pensionsåldern för officerare avvisades helt av Socialdemokraterna.[8]

## Bakgrund och förändringar
Inriktningen i direktiven då till Överbefälhavaren var att Försvarsmaktens freds- och krigsorganisation skulle minska, samtidigt som en omfattande materiell förnyelse och modernisering planerades. Armén skulle bland annat mekaniseras genom tillförsel av nya, samt modernisering av gamla, stridsvagnar. Nya stridsfordon i form av Stridsfordon 90 skulle också tillföras. Flygvapnet skulle ersätta sina flygsystemen Draken och Viggen med JAS 39 Gripen. Marinen å sin sida skulle fullfölja införandet av de nya kustkorvetterna av typen Göteborg, nya minjaktfartyg och beställa nya ubåtar av Gotlandsklassen. Ubåtar av Västergötlandsklassen hade just levererats. Andra större materielprojekt som fanns med i planeringen var till exempel beväpning till JAS, artillerilokaliseringsradarn ARTHUR, flygspaningsradarn PS 890 (ERIEYE), luftvärnsroboten BAMSE med mera.
I det av regeringen begärda underlaget (ÖB 92) som överbefälhavaren lämnade till regeringen den 27 juni 1991, nästan fyra månader före regeringsskiftet och 2 ½ månad före valet 1991, uppgav överbefälhavaren ett behov av beställningsbemyndiganden för anskaffning av materiel till Försvarsmakten (armén, marinen och flygvapnet) på 92 miljarder kronor för perioden 1991–1997. Äskandet för betalningsmedel låg på 82 miljarder kronor.

Den kände försvarspolitikern Hans Lindblad, som var folkpartist beskrev 1992 armén: 
| ” | Likt ett jättelikt föråldrat slagskepp förtöjt vid kaj ligger Sveriges armé skyddslös i den nya militära verkligheten. Storleken har effektivt förhindrat den materiella förnyelse som skulle ha gjort armén till en slagkraftig och högeffektiv del av det moderna svenska försvaret. | „ |

I 1992 års försvarsbeslut avdelades enligt den tidigare gjorda inriktningen resurser för anskaffning av nya stridsvagnar under femårsperioden till ett par pansarbrigader. Samtidigt skulle Stridsfordon 90 inhandlas och en del av det äldre stridsvagnsbeståndet, Centurion, genomgå REMO, en förkortning för renovering och modifiering, och därmed livstidsförlängas. REMO:n var kostnadsberäknad till 1,2 miljarder kronor.
I samband med beslutet 1994 att inhandla 120 stycken Leopard 2S från Tyskland, erbjöds Sverige att för 0,5 miljoner D-mark per vagn överta 161 begagnade Leopard 2 från Bundeswehr. Vagnarna var inte lika moderna som de nybeställda, men ändå avsevärt modernare och slagkraftigare än de stridsvagnar som svenska armén då förfogade över. Beslutet att acceptera det tyska erbjudandet och att inte genomföra REMO av äldre stridsvagnar, frigjorde på en och samma gång 733 miljoner kronor för andra ändamål. 161 vagnar à 0,5 miljoner D-mark blev 80,5 miljoner D-mark och med en kurs på 5,80 kronor för D-marken blev det 467 miljoner kronor att dra från de 1,2 miljarder kronor som avsatts i planeringen för REMO.
Detta möjliggjordes genom inköp av bättre begagnade stridsfordon av typen MTLB och BMP-1 från den då nyligen i Bundeswehr integrerade östtyska Volksarmee. Trots att 1992 års Försvarsbeslut medförde en reducering av antalet brigader i den mobiliserade fältarmén från 21 till 16, innebar stridsfordonsbesluten ändå att grunden lades för en modern och avsevärt slagkraftigare armé än vad svenska försvarsmakten tidigare haft.
I detta försvarsbeslut så fanns även bestämda planer på nedläggning av ett antal bergsfort i Bodens garnison. Så detta år utgick Södra Åbergsforet, Gammelängsfortet samt Degerbergsfortet ur krigsorganisationen.

## Krigsorganisation
Nedan återges hur Försvarsmaktens krigsorganisation såg ut innan de förändringar och avvecklingar som skulle vara genomförda senast den 30 juni 1994.
| Högkvarteret                                                                               | 1           |  |  |
| Militärområdesstaber                                                                       | 5           |  |  |
| Rörlig militärområdesstab                                                                  | 1           |  |  |
| Militärområdesförstärkningsstab                                                            | 5           |  |  |
| Försvarsområdesstaber                                                                      | 23          |  |  |
| Marinkommandostaber                                                                        | 4           |  |  |
| Rörlig marin ledningsstab                                                                  | 1           |  |  |
| Marindistrikt                                                                              | 3           |  |  |
| Flygeskaderstab                                                                            | 1           |  |  |
| Luftförsvarssektorstaber                                                                   | 4           |  |  |
|                                                                                            |             |  |  |
| Armén                                                                                      | 1992        |  |  |
| Infanteribrigader                                                                          | 10          |  |  |
| Norrlandsbrigader                                                                          | 5           |  |  |
| Pansarbrigader                                                                             | 5           |  |  |
| Mekaniserad brigad                                                                         | 1           |  |  |
| Fördelningshaubitsbataljoner                                                               | 21          |  |  |
| Luftvärnsbataljoner                                                                        | 22          |  |  |
| Territorialförsvar (antal soldater)                                                        | 230 000 man |  |  |
| Hemvärnet (antal soldater)                                                                 | 100 000 man |  |  |
| Notering: 1992 hade samtliga Infanteribrigader organisation IB 66 avvecklats               |             |  |  |
| Marinen                                                                                    | 1992        |  |  |
| Helikopterdivisioner                                                                       | 3           |  |  |
| Kustkorvettdivision                                                                        | 1           |  |  |
| Robotbåtdivisioner                                                                         | 2           |  |  |
| Patrullbåtsdivisioner                                                                      | 4           |  |  |
| Vedettbåtsdivisioner                                                                       | 3           |  |  |
| Ubåtar                                                                                     | 12          |  |  |
| Minkrigsavdelningar                                                                        | 4           |  |  |
| Spärrbataljoner                                                                            | 19          |  |  |
| Amfibie-/rörliga spärrbataljoner                                                           | 6           |  |  |
| Tungt kustrobotbatteri                                                                     | 1           |  |  |
| Rörliga kustartillerbataljoner                                                             | 3           |  |  |
| Territorialförsvar (antal soldater)                                                        | 10 000 man  |  |  |
|                                                                                            |             |  |  |
| Flygvapnet                                                                                 | 1992        |  |  |
| Stridslednings- och luftbevakningsbataljoner                                               | 11          |  |  |
| Basbataljoner                                                                              | 30          |  |  |
| Jaktflygdivisioner (J 35 J)                                                                | 3           |  |  |
| Jaktflygdivisioner (JA 37)                                                                 | 8           |  |  |
| Attackflygdivisioner (AJ 37)                                                               | 5,5         |  |  |
| Spaningsflygdivisioner (SH/SF 37)                                                          | 6           |  |  |
| Lätta attackflygdivisioner (SK 60)                                                         | 4           |  |  |
| Transportflygdivision (Tp 84)                                                              | 1           |  |  |
| Territorialförsvar (antal soldater)                                                        | 10 000 man  |  |  |
| Notering: Av de totalt 27,5 flygdivisionerna var det endast 24,5 som var fredsorganiserade |             |  |  |

## Förändringar

### Enheter som avvecklades

#### Försvarsområdesregementen
| Förbandkod | Förband                  | Garnisonsort | Kommentar                                                              |
| ---------- | ------------------------ | ------------ | ---------------------------------------------------------------------- |
| P 6/Fo 14  | Norra skånska regementet | Kristianstad | Försvarsområdesstaben (Fo 14) överfördes till Skånska dragonregementet |

#### Flygvapnet
| Beteckning | Förband                           | Garnisonsort | Kommentar                                                    |
| ---------- | --------------------------------- | ------------ | ------------------------------------------------------------ |
| E 1        | Första flygeskadern               | Göteborg     | Avvecklades 1995.                                            |
| F 6        | Västgöta flygflottilj             | Karlsborg    | Avvecklades den 30 juni 1994.                                |
| F 13       | Bråvalla flygflottilj             | Norrköping   | Avvecklades den 30 juni 1994.                                |
| F 4/Se NN  | Luftförsvarssektor Nedre Norrland | Östersund    | Avvecklades den 30 juni 1993.                                |
| F 10/Se S  | Luftförsvarssektor Syd            | Ängelholm    | Omorganiserades den 1 juli 1993 till Södra flygkommandot     |
| F 16/Se M  | Luftförsvarssektor Mitt           | Uppsala      | Omorganiserades den 1 juli 1993 till Mellersta flygkommandot |
| F 21/Se ÖN | Luftförsvarssektor Övre Norrland  | Luleå        | Omorganiserades den 1 juli 1993 till Norra flygkommandot     |

#### Infanteri/pansarbrigader
| Beteckning | Förband               | Garnisonsort | Kommentar                                                  |
| ---------- | --------------------- | ------------ | ---------------------------------------------------------- |
| IB 44      | Hälsingebrigaden      | Gävle        | Beslut om avveckling taget redan vid försvarsbeslutet 1988 |
| IB 21      | Ådalsbrigaden         | Sollefteå    | Beslut om avveckling taget redan vid försvarsbeslutet 1988 |
| IB 43      | Kopparbergsbrigaden   | Falun        | Beslut om avveckling taget redan vid försvarsbeslutet 1988 |
| IB 14      | Gästrikebrigaden      | Gävle        |                                                            |
| PB 26      | Kristianstadsbrigaden | Kristianstad |                                                            |

#### Trängtrupperna
| Beteckning | Förband                 | Garnisonsort | Kommentar |
| ---------- | ----------------------- | ------------ | --------- |
| T 4        | Skånska trängbataljonen | Hässleholm   |           |

#### Ingenjörstrupperna
| Beteckning | Förband                | Garnisonsort | Kommentar                       |
| ---------- | ---------------------- | ------------ | ------------------------------- |
| Ing 1      | Svea ingenjörregemente | Södertälje   | Beslut om avveckling upphävdes. |

#### Skolor
| Beteckning | Förband                         | Garnisonsort        | Kommentar                  |
| ---------- | ------------------------------- | ------------------- | -------------------------- |
| FörvHS     | Försvarets förvaltningshögskola | Karlstad, Östersund | Uppgick i Militärhögskolan |

### Enheter som omlokaliserades
| Beteckning | Förband                                         | Garnisonsort | Kommentar |
| ---------- | ----------------------------------------------- | ------------ | --- |
| A 3        | Wendes artilleriregemente                       | Kristianstad | Samlokaliserades med Skånska dragonregementet i Hässleholm |
| I 2/Fo 52  | Värmlands regemente                             | Karlstad     | Samlokaliserades med Bergslagens artilleriregemente inom Kristinehamns garnison. |
| I 12/Fo 17 | Norra Smålands regemente                        | Eksjö        | Samlokaliserades med Göta ingenjörregemente i Eksjö |
| IB 2       | Värmlandsbrigaden                               | Karlstad     | Samlokaliserades med A 9 i Kristinehamn. |
| IB 12      | Smålandsbrigaden                                | Eksjö        | Samlokaliserades med Göta ingenjörregemente i Eksjö |
| Lv 6       | Göta luftvärnsregemente                         | Göteborg     | Samlokaliserades med Hallands regemente i Halmstad |
| LvOHS/TS   | Luftvärnets officershögskola och tekniska skola | Göteborg     | Skolan delades i två delar. Officerutbildningen omlokaliserades till Norrtälje, medan den tekniskautbildningen omlokaliserades till Östersund och blev en del av Arméns tekniska skola. |

## Inrättande enheter
Den stora förändringen med försvarsbeslutet var att krigsorganisationen blev synlig, det vill säga att Försvarsmaktens grundorganisation speglade krigsorganisationen. Genom denna förändring som trädde ikraft den 1 juli 1994 avskildes arméfördelningarna och brigaderna från regementen, och blev från 1 juli 1994 kaderorganiserade krigsförband inom respektive militärområde. Dessa nya förband hade tidigare enbart funnits i krigsorganisationen. Dessutom reducerades samtliga utbildningsförband inom luftvärnet, ingenjör- och trängtrupperna från regemente till kår. Detta i samband med att regementen som ej uppsatte ett krigsförband i regementesstorlek ej heller skulle benämnas regemente.

### Arméfördelningar
| Beteckning | Förband                      | Garnisonsort | Kommentar                                    |
| ---------- | ---------------------------- | ------------ | -------------------------------------------- |
| 2. förd    | Nedre norra arméfördelningen | Östersund    | Återuppsattes 1994                           |
| 3. förd    | Västra arméfördelningen      | Skövde       | Återuppsattes 1994                           |
| 4. förd    | Östra arméfördelningen       | Strängnäs    | Avskildes 1994 från Upplands regemente       |
| 6. förd    | Övre norra arméfördelningen  | Boden        | Avskildes 1994 från Norrbottens regemente    |
| 13. förd   | Södra arméfördelningen       | Kristianstad | Avskildes 1994 från Norra skånska regementet |
| 14. förd   | Mellersta arméfördelningen   | Linköping    | Avskildes 1994 från Södermanlands regemente  |

### Brigader
| Beteckning | Förband                | Garnisonsort | Kommentar                                        |
| ---------- | ---------------------- | ------------ | ------------------------------------------------ |
| IB 2       | Värmlandsbrigaden      | Kristinehamn | Avskildes 1994 från Värmlands regemente          |
| IB 4       | Livgrenadjärbrigaden   | Linköping    | Avskildes 1994 från Livgrenadjärregementet       |
| IB 12      | Smålandsbrigaden       | Eksjö        | Avskildes 1994 från Norra Smålands regemente     |
| IB 15      | Älvsborgsbrigaden      | Borås        | Avskildes 1994 från Älvsborgs regemente          |
| IB 16      | Hallandsbrigaden       | Halmstad     | Avskildes 1994 från Hallands regemente           |
| NB 5       | Fältjägarbrigaden      | Östersund    | Avskildes 1994 från Jämtlands fältjägarregemente |
| NB 13      | Dalabrigaden           | Falun        | Avskildes 1994 från Dalregementet                |
| NB 20      | Lapplandsbrigaden      | Umeå         | Avskildes 1994 från Västerbottens regemente      |
| NB 21      | Ångermanlandsbrigaden  | Sollefteå    | Avskildes 1994 från Västernorrlands regemente    |
| MekB 7     | Södra skånska brigaden | Revingehed   | Avskildes 1994 från Södra skånska regementet     |
| MekB 10    | Södermanlandsbrigaden  | Strängnäs    | Avskildes 1994 från Södermanlands regemente      |
| MekB 18    | Gotlandsbrigaden       | Visby        | Avskildes 1994 från Gotlands regemente           |
| MekB 19    | Norrbottensbrigaden    | Boden        | Avskildes 1994 från Norrbottens regemente        |
| MekIB 1    | Livgardesbrigaden      | Upplands-Bro | Avskildes 1994 från Svea livgarde                |
| PB 8       | Skånska dragonbrigaden | Hässleholm   | Avskildes 1994 från Skånska dragonregementet     |
| PB 9       | Skaraborgsbrigaden     | Skövde       | Avskildes 1994 från Skaraborgs regemente         |

### Luftvärnet
| Beteckning | Förband                      | Garnisonsort | Kommentar                                        |
| ---------- | ---------------------------- | ------------ | ------------------------------------------------ |
| Lv 2       | Gotlands luftvärnsbataljon   | Visby        | Omorganiseras 1994 till Gotlands luftvärnskår    |
| Lv 3       | Roslagens luftvärnsregemente | Norrtälje    | Omorganiseras 1994 till Roslagens luftvärnskår   |
| Lv 4       | Skånska luftvärnsregementet  | Ystad        | Omorganiserades 1994 till Skånska luftvärnskåren |
| Lv 6       | Göta luftvärnsregemente      | Halmstad     | Omorganiserades 1994 till Göta luftvärnskår      |
| Lv 7       | Luleå luftvärnsregemente     | Boden        | Omorganiserades 1993 till Norrlands luftvärnskår |

### Ingenjörtrupperna
| Beteckning | Förband                  | Garnisonsort | Kommentar                                                                 |
| ---------- | ------------------------ | ------------ | ------------------------------------------------------------------------- |
| Ing 1      | Svea ingenjörregemente   | Södertälje   | Beslut om avveckling revs upp, omorganiserades 1994 till Svea ingenjörkår |
| Ing 2      | Göta ingenjörregemente   | Eksjö        | Omorganiserades 1994 till Göta ingenjörkår                                |
| Ing 3      | Bodens ingenjörregemente | Boden        | Omorganiserades 1994 till Norrlands ingenjörkår                           |

### Trängtrupperna
| Beteckning | Förband                  | Garnisonsort | Kommentar                                                     |
| ---------- | ------------------------ | ------------ | ------------------------------------------------------------- |
| T 1        | Svea trängbataljon       | Linköping    | Avskildes 1994 från Livgrenadjärregementet till Svea trängkår |
| T 2        | Göta trängregemente      | Skövde       | Omorganiserades 1994 till Göta trängkår                       |
| T 3        | Norrlands trängregemente | Sollefteå    | Omorganiserades 1994 till Norrlands trängkår                  |

### Flygvapnet
Inom Flygvapnet kom sektoransvaret att omorganiserades. Något som tidigare legat direkt under fyra stycken flottiljer, benämnda "Storsektorflottilj". Den nya organisationen var en regional ledningsorganisation och bestod av tre stycken flygtaktiska kommandon. Under en kort övergångsperiod ingick kommandona i flottiljerna innan dom den 1 juli 1994 blev självständiga och operativa enheter. Kommandona kom genom försvarsbeslutet 2000 att avvecklas och ersättas av ett Flygtaktiska kommandot (FTK) ingående i Operativa insatsledningen (OPIL).
| Beteckning | Förband                 | Garnisonsort        | Kommentar                                |
| ---------- | ----------------------- | ------------------- | ---------------------------------------- |
| FKN        | Norra flygkommandot     | Östersunds garnison | Avskildes den 1 juli 1994 från F 21/FK N |
| FKM        | Mellersta flygkommandot | Uppsala garnison    | Avskildes den 1 juli 1994 från F 16/FK M |
| FKS        | Södra flygkommandot     | Ängelholms garnison | Avskildes 1994 den 1 juli från F 10/FK S |